# スーパーパンチアウト!!
『スーパーパンチアウト!!』（英: Super Punch-Out!!）は、任天堂のボクシングゲーム。
この項目では、同名タイトルで発売されたアーケード版とスーパーファミコン版について記載する。

## アーケード版
1985年稼働開始。『パンチアウト!!』シリーズ2作目であり、新たな防御行動としてダッキングが実装。ゲーム展開も各国のチャンピオンに挑戦するというものに変わった。
2020年8月14日よりハムスターが展開している『アーケードアーカイブス』としてNintendo Switchで配信された。

### 登場人物
ベア・ハッガー（BEAR HUGGER）
カナダのチャンピオン。上半身裸にオーバーオールという奇抜な姿をしている。両手パンチという反則スレスレの技を使って来る。その他、腹部への攻撃が全く通じない。日本版の実況の名前読み上げは「ロッキー熊五郎」。3周目では登場しないが、4周目以降では復活する。
ドラゴン・チェン（DRAGON CHAN）
香港のチャンピオン。下半身にカンフーの稽古着のようなものをはいている（構えもカンフーそのもの）。ボクシングの典型的な反則技である蹴りもして来る。
ウォッカ・ドランケンスキー（VODKA DRUNKENSKI）
ソビエト連邦のチャンピオン。素早いアッパーを繰り出す。
グレート・タイガー（GREAT TIGER）
インドのチャンピオン。前作のピストン・ハリケーンの使い回しのキャラであり、行動パターンも似ている。登場は2周目までで、3周目以降は出てこなくなる。
スーパー・マッチョマン（SUPER MACHO MAN）
世界チャンピオンで本作のラスボス。ハンマーパンチを使い、これを食らうと一発でダウンする。日本版での実況の名前読み上げは「スーパーボディービル」。
前作同様、1周クリアすると行動パターンが増えた相手と防衛戦扱いでプレイヤーが負けるまでゲームが続く。

## スーパーファミコン版
北米で1994年9月14日に、欧州で1995年1月26日に発売。日本では1998年3月1日にニンテンドウパワー書き換え用ソフトとして発売された。

### システム
基本的にはアーケード版がベースになっており、ファミコン版には無かった上下ブロックやパワーメーターに相当するガッツメーターのシステムが実装。
ガッツメーター最大状態の間出せるスペシャルパンチ（必殺パンチ）は、出は遅いが威力が高いフック・アッパーカットに加え、ボディ・顔面への連続パンチを合わせた4種類の技が出せるようになった。
また、時間経過で画面左上に表示されている主人公の背景色が変化し、赤く点滅している間パンチの出の早さとスペシャルパンチの威力が強化されるパワーアップインジケーターのシステムも存在する。これはボタン設定でパワーアップを手動で発動することも可能。
他、本作独自の要素として対戦相手のセコンドの指示が表示され、相手の行動の予測に役立つようになった。

### 登場人物

#### 主人公
特定の名前はなく、好きな名前を付ける事ができる。海外ではこちらもファミコン版初代と同様の "Little Mac" （リトル・マック）の名で知られていた。金髪の青年であり、ファミコン版やWii版のリトル・マックとは外見が大きく異なる。
『大乱闘スマッシュブラザーズ for Nintendo 3DS / Wii U』では、リトル・マックのカラーバリエーションのひとつとして本作での姿を元にしたと思われる金髪のカラーがある。

#### 対戦相手
ナルシス・プリンスと回 鍋肉を除き、グラフィック・モーション上コンパチに当たるキャラクターが存在している。以下、該当するキャラクターを「○○タイプ」と表記する。また、同じタイプのキャラクターはブルーザー兄弟・平家 陽炎を除いて声も共有している。

##### MINOR CIRCUIT（マイナーサーキット）
ガビー・ジェイ（GABBY JAY）-ガビー・ジェイタイプ
フランス出身、56歳、110ポンド、1勝99敗。練習相手として最適だが、彼のセコンドに従われると体力を回復されてしまう。
行動パターンが前作及びアーケード版のグラス・ジョーに似ている（年齢以外のプロフィールやイニシャルも同じ）。
ベア・ハッガー（BEAR HUGGER）-ベア・ハッガータイプ
カナダ出身、32歳、440ポンド、17勝12敗。アーケード版の両手パンチや腹部攻撃が通じない特性は本作でも健在。そのため普通に腹部攻撃をしても「ぼーん」という音がするだけで全く意味がない。ただし彼が挑発をして来た場合は腹部攻撃が一瞬の間有効になる。
Wii版にも登場し、メジャーサーキットの相手に格上げされている。
ピストン・ハリケーン（PISTON HURRICANE）-ピストン・ハリケーンタイプ
キューバ出身、25歳、170ポンド、21勝10敗。アーケード版から髪型が大幅に変更されている。必殺技「ピストン・ラッシュ」は本作でも健在。
前作のピストン本田の名前と行動パターンは彼のパロディ（勝利時の動きはピストン本田と全く同じである）。
ボールド・ブル（BALD BULL）-ボールド・ブルタイプ
トルコ出身、36歳、290ポンド、34勝19敗。アーケード版及び前作の必殺技「ブルチャージ」は本作でも健在。
最初の難関であるが、マイナーサーキットの相手のためか、前作に比べるとかなり弱体化している。

##### MAJOR CIRCUIT（メジャーサーキット）
ボブ・チャーリー（BOB CHARLIE）-ガビー・ジェイタイプ
ジャマイカ出身、26歳、140ポンド、24勝13敗。回転アッパーカットを放って来る（フェイントもある）。
元ネタはボブ・マーレイ。
ドラゴン・チェン（DRAGON CHAN）-ドラゴン・チェンタイプ
香港出身、22歳、130ポンド、15勝7敗。アーケード版での蹴り技は本作でも健在。さらに本作では「龍牙三連舞」という連続蹴りもしてくる。
マスクド・マッスル（MASKED MUSCLE）-マスクド・マッスルタイプ
メキシコ出身、29歳、240ポンド、19勝5敗。マスクと膝当てを装着しており、プロレスラーのような風貌をしている。頭突きや、毒性を帯びた唾を吐いての攻撃もして来る。
なお、マスクド・マッスルタイプはアーケード版のウォッカ・ドランケンスキーと動きが全く同じ。
Mr.サンドマン（MR.SANDMAN）-ボールド・ブルタイプ
アメリカ合衆国出身、30歳、270ポンド、28勝4敗。前作の強力なアッパーカットは本作でも健在。2度ダウンさせるとそれまでとは強さが大幅に変化するようになる。
前作では31歳だったが、本作では30歳になっている。先に発売された海外版では、ゲーム中でのプロフィールがスーパー・マッチョマンと同じになっていたが、日本版では修正されている。

##### WORLD CIRCUIT（ワールドサーキット）
アラン・ライアン（ARAN RYAN）-ピストン・ハリケーンタイプ
アイルランド出身、23歳、160ポンド、18勝10敗。行動パターンがアーケード版のピッツァ・パスタに似ている。さらにピストン・ハリケーン以上に素早い上下ラッシュも使ってくる。スペシャルパンチで攻撃すると、腹部を掴んでこちらの体力を吸収してしまう。
コンパチに当たるピストン・ハリケーンとは違い、うつぶせに倒れる。Wii版にも登場するが、戦法が一新され、悪役ボクサーに変貌している。
平家 陽炎（へいけ かげろう、HEIKE KAGERO）-ドラゴン・チェンタイプ
日本出身、19歳、120ポンド、14勝8敗。顔つきが歌舞伎の女形のようで、「ほーっほっほっほっほっ」と笑う。長髪を振り回したり、前作のグレート・タイガーのような分身の術も使って来る。
マッド・クラウン（MAD CLOWN）-ベア・ハッガータイプ
イタリア出身、27歳、390ポンド（説明書では370ポンド）、17勝9敗。名前の通りピエロで、ボールを投げつけて来たり裏拳攻撃もしてくる。また、ベア・ハッガー同様腹部攻撃が全く通じない。
スーパー・マッチョマン（SUPER MACHOMAN）-マスクド・マッスルタイプ
アメリカ合衆国出身、28歳、230ポンド、29勝3敗。回転パンチは本作でも健在。アーケード版同様、ダッキングで避けるとよい。なお回転パンチは最大で8回飛んでくるため、ダッキングのタイミングに注意。さらに本作では「エクササイズ」の名を冠した3種類の攻撃を使ってくる。

##### SPECIAL CIRCUIT（スペシャルサーキット）
ナルシス・プリンス（NARCIS PRINCE）-オリジナル
イングランド出身、20歳、150ポンド、12勝3敗。美少年だが、名前の通りナルシストで、上半身にシャツを着ている。冷静な判断と動きで主人公を惑わせるが、顔を触られるのが苦手で、顔面に攻撃をヒットさせると怒って冷静さを失う。
回 鍋肉（ホイ・コウロウ、HOY QUARLOW）-オリジナル
中国出身、78歳、100ポンド、62勝13敗。全身にカンフーの稽古着のようなものを着ている。78歳にもなる老人だがかなり動きが激しい。基本攻撃は杖で、更に蹴りや裏拳を使う。ダウンさせるとふっとぶ。
リック・ブルーザー（RICK BRUISER）-リック・ブルーザータイプ
出身地不明、年齢不詳、210ポンド、41勝1敗。チャンピオンのニック・ブルーザーの双子の弟。陽気な性格。打撃を浴びると時々発狂し、肘で攻撃してくる（命中してしまうと一定時間経つかダウンするまで当たったほうの拳でパンチが出来なくなってしまう）。また、アッパーカット後に肘で攻撃してくることもある（この場合は命中しても攻撃不能になることはない）。
ニック・ブルーザー（NICK BRUISER）-リック・ブルーザータイプ
出身地不明、年齢不詳、210ポンド、42勝0敗。リック・ブルーザーの双子の兄で、本作のラスボス。リックとは逆に異常なほどの冷静さを持ち、1試合目には唯一何も話さない他、試合中はパンチを食らってもほとんど表情を変えない。彼もリックと同様に肘を使っての2種類の攻撃をしてくる上、ガードをしても体力を奪われるほどの強烈なラッシュを繰り出すこともある。

### 移植版
| No. | タイトル                             | 発売日                                    | 対応機種           | 発売元                   | メディア                              | 備考 |
| --- | ------------------------------------ | ----------------------------------------- | ------------------ | ------------------------ | ------------------------------------- | --- |
| 1   | ファイトナイト ラウンド2             | 2005年9月1日 2005年3月18日 2005年2月28日  | ゲームキューブ     | エレクトロニック・アーツ | 8cm光ディスク                         | ゲームキューブ版にのみ、海外版を収録                                                                                             |
| 2   | スーパーパンチアウト!!               | 2009年7月7日 2009年3月20日 2009年3月30日  | Wii                | 任天堂                   | ダウンロード （バーチャルコンソール） | |
| 3   | スーパーパンチアウト!!               | 2014年4月9日 2014年6月12日 2013年12月26日 | Wii U              | 任天堂                   | ダウンロード （バーチャルコンソール） | |
| 4   | スーパーパンチアウト!!               | 2016年11月21日 2016年4月28日 2016年5月5日 | Newニンテンドー3DS | 任天堂                   | ダウンロード （バーチャルコンソール） | |
| 5   | スーパーファミコン Nintendo Classics | 2020年5月20日 2019年12月12日              | Nintendo Switch    | 任天堂                   | ダウンロード                          | 2022年3月31日には最初から全てのサーキット・対戦相手が選択可能な特別版『スーパーパンチアウト!! チャンピオンズエディション』が配信 |